# Les Luthiers
Les Luthiers è un gruppo di musica-commedia proveniente dall'Argentina, molto popolare anche in altre nazioni in cui si parla la lingua spagnola come Spagna, Colombia, Messico, Perù, Cile, Uruguay e Venezuela.
Si formarono nel 1967, nel momento di massimo splendore di attività dei cori delle università di stato argentine.
La loro caratteristica principale è la perenne presenza di strumenti musicali particolari creati appositamente per i loro show – non a caso luthier in lingua francese significa liutaio – alcuni di essi sono estremamente sofisticati, vengono quindi abilmente impiegati nei loro recital per produrre la musica ed i testi di alta classe e soprattutto di humor raffinato.

## Componenti del gruppo
- Carlos López Puccio, laureato in direzione d'orchestra, direttore di cori, docente universitario. Entrò nel gruppo nel 1971. Nacque il 9 ottobre 1946 a Rosario.
- Jorge Maronna, compositore, arrangiatore e chitarrista. Cominciò gli studi per intraprendere una carriera nel campo della medicina ma rinunciò. Nato il 1º agosto del 1948 a Bahía Blanca. Nel gruppo suona praticamente tutti gli strumenti a corda partendo dalla chitarra arrivando fino al contrachitarrone da gamba. Insieme a Carlos López Puccio è il componente storico del gruppo.
- Roberto Antier, attore, pianista, accordatore. Nato il 13 gennaio 1963 a Buenos Aires. Entrò nei Les Luthiers nel 2015 come supplente di tutti e da marzo 2019 è membro titolare.
- Tomás Mayer-Wolf, pianista, accordatore, compositore e produttore musicale. Nato il 10 dicembre 1982 a Buenos Aires. Entrò nei Les Luthiers nel 2015 come supplente e dal 2017 è membro titolare.

### Componenti non attivi
- Gerardo Masana, fondatore del gruppo. Architetto, compositore e arrangiatore. Morì nel 1973 a soli 35 anni.
- Ernesto Acher, architetto, compositore e arrangiatore. Nato nel 1939 a Buenos Aires. Si specializzò nel suonare strumenti a fiato. Suonando con il gruppo, presentò e compose molte canzoni dallo stile jazzistico. Lasciò il gruppo nel 1986.
- Daniel Rabinovich, chitarrista, percussionista e cantante di canzoni folkloristiche. Laureato in diritto. Nato il 18 novembre del 1943 a Buenos Aires. Nelle opere solitamente aveva il ruolo di comico in coppia con Mundstock. Inoltre suonava il bass pipe a vara, gigantesco trombone a coulisse montato su ruote. Morto il 21 agosto del 2015 a 71 anni dopo aver sofferto di problemi cardiaci che lo hanno tenuto lontano dalla scena artistica.
- Carlos Núñez Cortés, dottore in chimica, concertista in pianoforte, compositore e arrangiatore. Nato il 15 ottobre 1942 a Buenos Aires. Era il pianista del gruppo, ma suonava anche strumenti a fiato come il tubófono silicónico cromático[1]. Lascia il gruppo nel 2017.
- Marcos Mundstock, attore, umorista, speaker professionista e redattore pubblicitario. Nato il 25 maggio 1942 a Santa Fe. Famoso per il suo caratteristico timbro di voce, presentava sempre le opere del fantomatico compositore Johann Sebastian Mastropiero, personaggio che lui stesso aveva inventato. Morto il 22 aprile 2020.

## Spettacoli

### Insieme a I Musicisti
- ¿Música? Sí, claro (1966)
- I Musicisti y las óperas históricas (1967)

### Les Luthiers
- Les Luthiers cuentan la ópera (1967)
- Todos somos mala gente (1968)
- Blancanieves y los siete pecados capitales (1969)
- Querida Condesa (1969)
- Opus Pi (1971)
- Recital '72 (1972)
- Recital sinfónico '72 (1972)
- Recital '73 (1973)
- Recital '74 (1974)
- Recital '75 (1975)
- Viejos fracasos (1976)
- Mastropiero que nunca (1977)
- Les Luthiers hacen muchas gracias de nada (1979)
- Los clásicos de Les Luthiers (1980)
- Luthierías (1981)
- Por humor al arte (1983)
- Humor dulce hogar (1985)
- Recital sinfónico '86 (1986)
- Viegésimo aniversario (1987)
- El reír de los cantares (1989)
- Les Luthiers, grandes hitos (1992)
- Unen canto con humor (1994)
- Bromato de armonio (1996)
- Todo por que rías (1999)
- Do-Re-Mi-Já  (2000)
- El grosso concerto (2001)
- Las obras de ayer (2002)
- Con Les Luthiers y Sinfónica (2004)
- Recital folklórico Cosquín (2005)
- Los Premios Mastropiero (2005)
- Lutherapia (2009)

## Discografia

### Album in studio
- Sonamos, pese a todo (1971)
- Cantata Laxatón (1972)
- Volumen 3 (1973)
- Volumen 4 (1976)
- Volumen 7 (1983)
- Cardoso en Gulevandia (1991)
- CD Sebastián Masana (2004)

### Album dal vivo
- Mastropiero que nunca (1979)
- Les Luthiers hacen muchas gracias de nada (1981)
- Les Luthiers en vivos (2007)
- Les Luthiers más vivos (2013)

## Videografía
- Mastropiero que nunca (1979)
- Les Luthiers hacen muchas gracias de nada (1980)
- Humor dulce hogar (1986)
- Viegésimo aniversario (1989)
- Grandes hitos (1995)
- Bromato de armonio (1998)
- Les Luthiers unen canto con humor (1999)
- Todo por que rías (1999)
- El grosso concerto (2001)
- Viejos fracasos (1977) (2005)
- Las Obras de ayer (Proximamente)